# Matthias Giljum

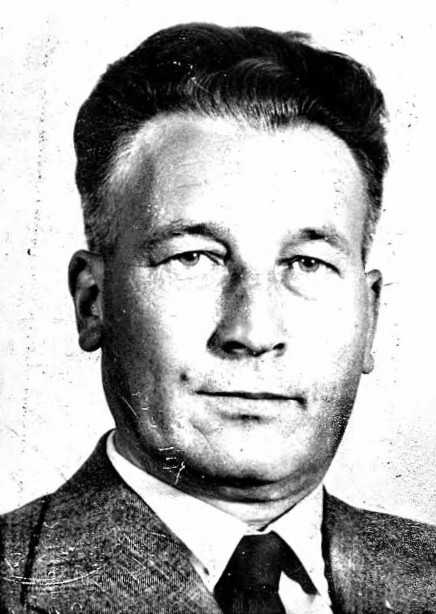
Matthias Giljum, 1951

Matthias Giljum (* 9. April 1902 in Elemér (deutsch Elemer), Königreich Ungarn, Österreich-Ungarn; † 1980, São Paulo, Brasilien) war Bundessekretär des Schwäbisch-Deutschen Kulturbundes im Königreich Jugoslawien, Vorsitzender der Landsmannschaft der Donauschwaben in Oberösterreich und Chefredakteur der Brasil-Post, einer deutschsprachigen Zeitung in Brasilien.

## Leben
Giljum wurde 1902 als fünftes Kind donauschwäbischer Eltern geboren. Sein Vater Michael Giljum betrieb mit der Mutter Barbara (geb. Neuhaus) eine kleine Landwirtschaft. Er besuchte das Gymnasium und die Handelsakademie in Zrenjanin (deutsch Großbetschkerek) und studierte ab 1921 an der Hochschule für Welthandel und Philosophie zu Wien. In das Banat zurückgekehrt war er zunächst im deutschen Genossenschaftsverband von Novi Sad (deutsch Neusatz) und Apatin tätig. 1932 wurde er Bundessekretär des Schwäbisch-Deutschen Kulturbundes, den er zwischen 1932 und 1938 zu einer umfassenden kulturellen Gemeinschaftsorganisation der Jugoslawiendeutschen ausbaute. Giljum war verantwortlicher Redakteur der pädagogischen Monatsschrift Unsere Schule und arbeitete an der Kulturzeitschrift Volkswart mit.
Als die von den Nationalsozialisten vereinnahmten Erneuerer 1939 in den Kulturbund zurückkehrten, übten sie starken Druck auf den Präsidenten Johann Keks und Giljum aus, unter dem sie im August 1939 von ihren Ämtern zurücktraten. Sepp Janko wurde neuer Präsident der Bewegung. Giljum übernahm im Oktober 1939 die Geschäftsführung der Deutschen Schulstiftung, die sich um den Ausbau des Deutschen Schulwesens in Jugoslawien bemühte. Nach dem deutschen Überfall auf Jugoslawien expandierte die Organisation nach Ungarn, wozu er 1942 nach Budapest zog. Im Winter 1944 floh er vor der heranrückenden Ostfront ins österreichische Linz.
Nach dem Zweiten Weltkrieg war Giljum bis zum 2. September 1951 Vorsitzender der Donauschwäbischen Landsmannschaft der Donauschwaben in Oberösterreich. Ihm folgten Fritz Klingler als Vorsitzender und Hans Moser als Geschäftsführer nach. Von dort wanderte Giljum 1951 nach Brasilien aus, wo er zuerst im Verlag Leopoldina arbeitete. 1961 übernahm er die Geschäftsführung und mit Klaus Dormien die Redaktion der Brasil-Post, einer deutschsprachigen Wochenzeitung in Brasilien. Er hinterließ seine maschinengeschriebenen Erinnerungen Donauschwaben einmal anders, die unveröffentlicht blieben.